# Alexandra Cassavetes
Alexandra Cassavetes, talvolta accreditata anche come Xan Cassavetes, (Los Angeles, 21 settembre 1965) è un'attrice, regista e sceneggiatrice statunitense.

## Biografia
È figlia di John Cassavetes, regista di origini greche, e Gena Rowlands, attrice, nonché sorella di Nick e Zoe, attori e registi; sua nonna paterna Katherine era a sua volta una attrice. Da bambina ha recitato, non accreditata, nei film Mariti e Minnie and Moskowitz, entrambi diretti dal padre. In seguito ha recitato in Una moglie e Love Streams - Scia d'amore, sempre diretta dal padre, in ruoli di secondo piano. Nel 2000 ha scritto, diretto e interpretato il corto Dust.
Nel 2006 ha recitato in Alpha Dog, diretta dal fratello. È importante soprattutto il suo lavoro come sceneggiatrice e regista avendo lavorato, oltre che per Dust, per il documentario Z Channel: A Magnificent Obsession (presentato fuori concorsi al Festival di Cannes 2004), New York, I Love You (sceneggiatrice del sesto episodio) e Kiss of the Damned (sia come regista che come sceneggiatrice, presentato fuori concorso alla 69ª Mostra internazionale d'arte cinematografica di Venezia).

## Filmografia

### Attrice
- Mariti (Husbands), regia di John Cassavetes (1970)
- Minnie and Moskowitz, regia di John Cassavetes (1971)
- Una moglie (A Woman Under the Influence), regia di John Cassavetes (1974)
- Love Streams - Scia d'amore (Love Streams), regia di John Cassavetes (1984)
- Dust, regia di Alexandra Cassavetes – cortometraggio (2000)
- Alpha Dog (Alpha Dog), regia di Nick Cassavetes (2006)

### Regista - sceneggiatrice
- Dust – cortometraggio (2000)
- Z Channel: A Magnificent Obsession – documentario (2004)
- New York, I Love You – sceneggiatrice dell'episodio 6 (2008)
- Kiss of the Damned (2012)

## Riconoscimenti
- National Board of Review
  - 2004 – Miglior documentario per Z Channel: A Magnificent Obsession